# Vils (Austria)
Vils è un comune austriaco di 1 506 abitanti nel distretto di Reutte, in Tirolo; ha lo status di città (Stadtgemeinde).